# Lijst van abdissen Stift Elten

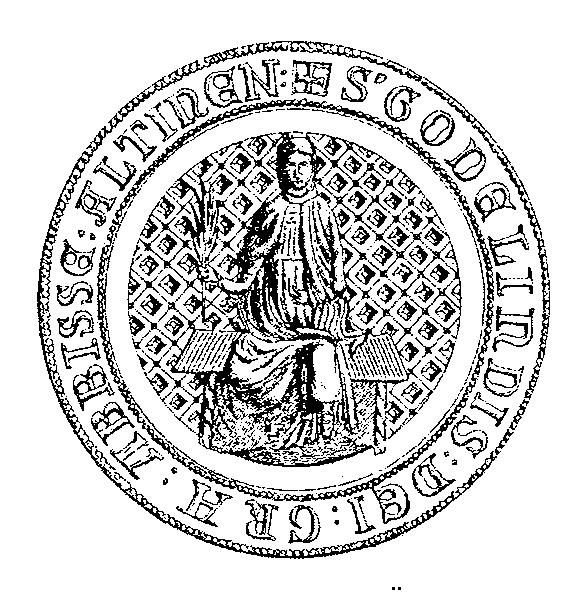
Zegel van Godelindis, 11de abdis van het stift Elten (1170)

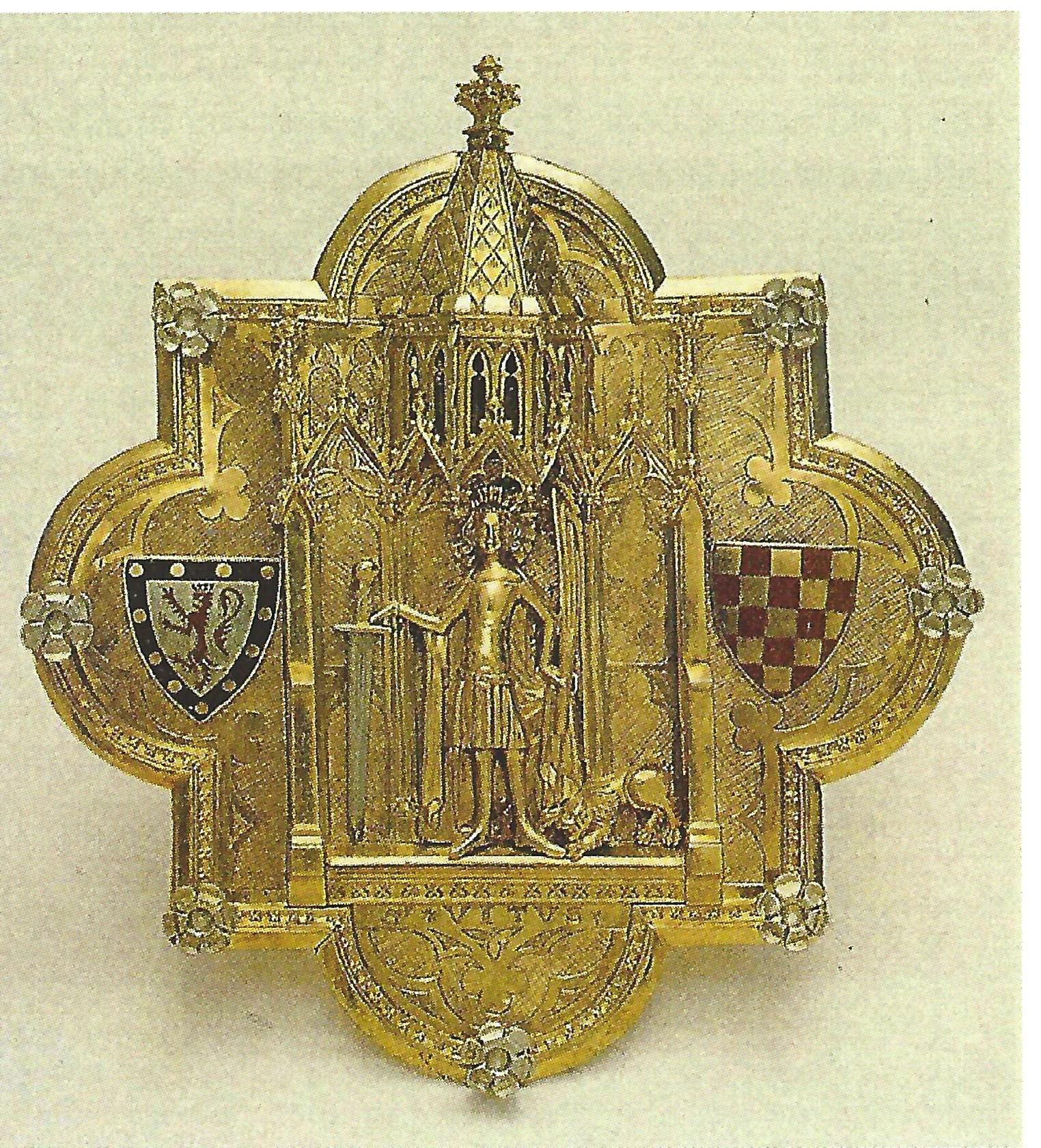
Pectorale van Ermgard van den Bergh, 13de abdis van het stift Elten (ca. 1335)

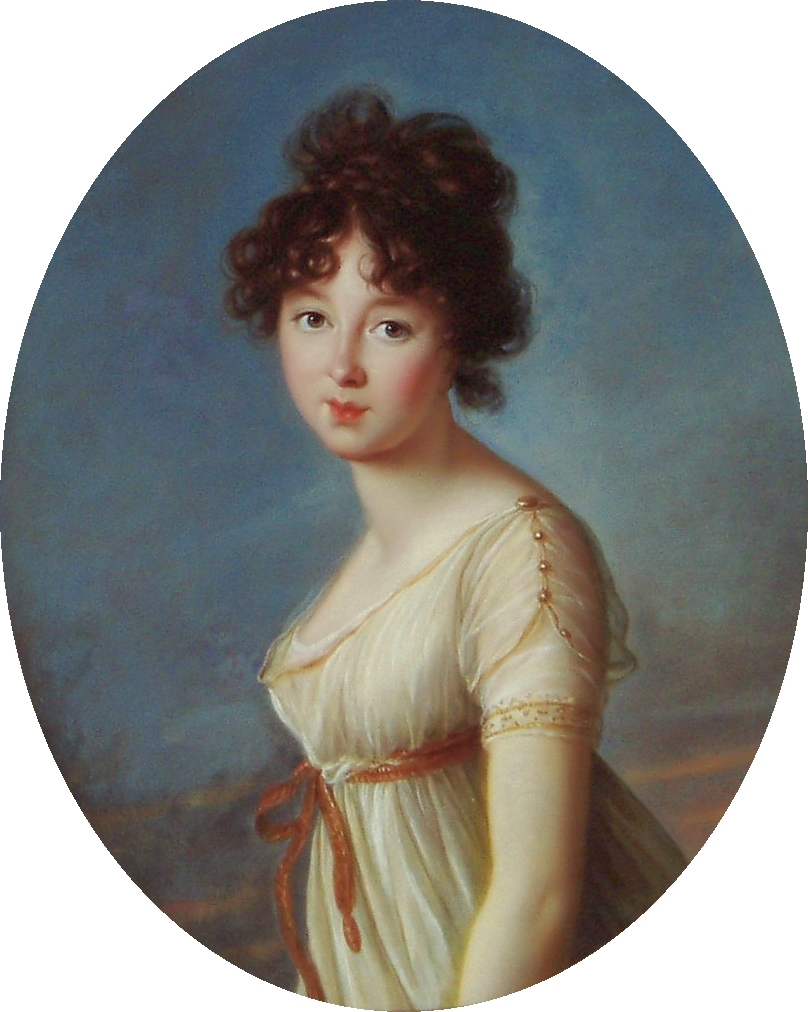
Friderica Fürstin Radziwill, op 8-jarige leeftijd benoemd als 31ste abdis van het stift Elten (1802)

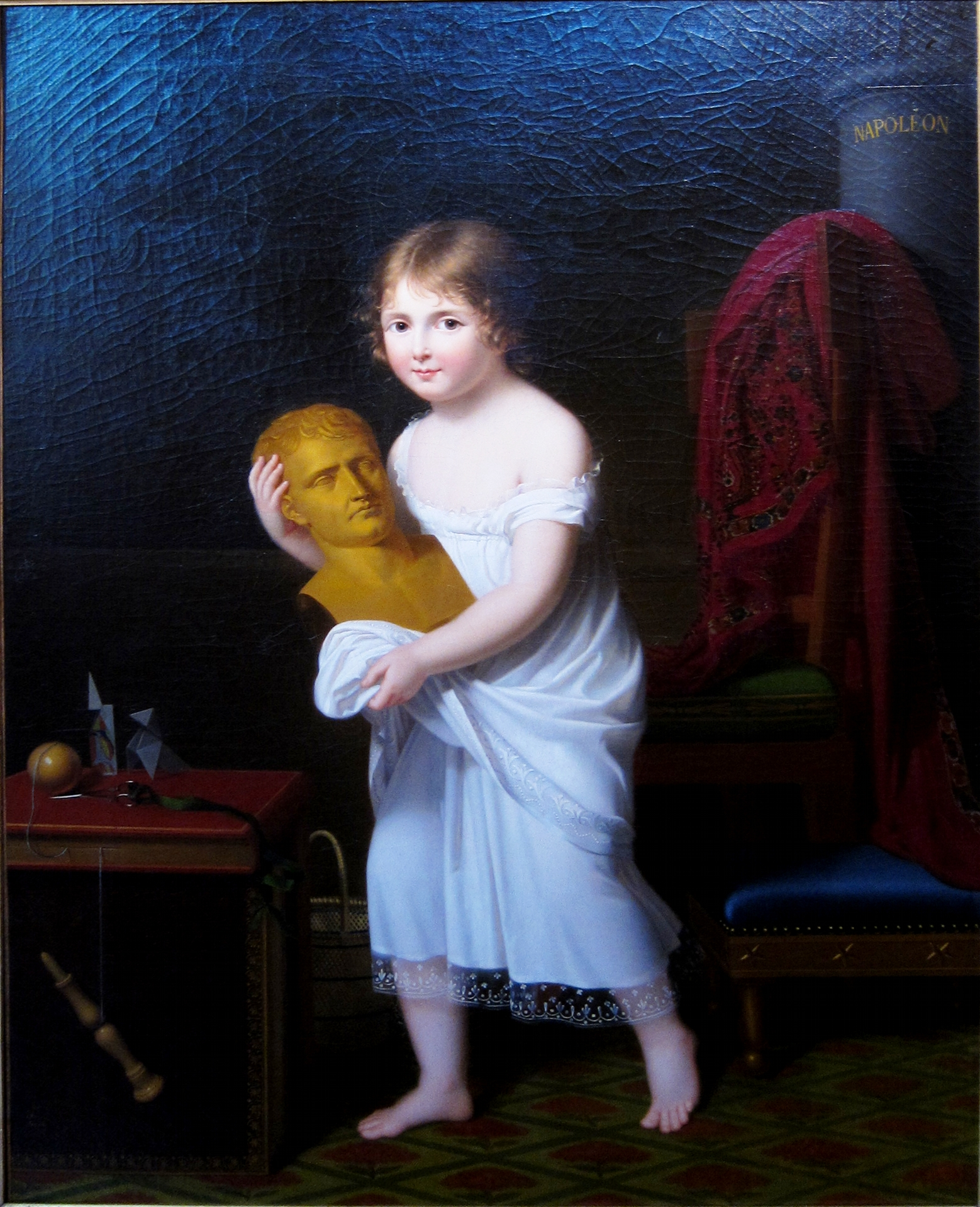
Laetitia Joseph Murat, op 8-jarige leeftijd benoemd als 32ste abdis van het stift Elten

Onderstaand een lijst van de abdissen  van het stift Elten.
1. 970-990 Liutgardis (Lutgardt) I, oudste dochter van de stiftsstichter
2. 990-997 Liutgardis II, was de dochter van Imad en Adela van Hamaland; haar naam was Azela, als kanunnikes nam zij de naam Luitgardus II aan
3. Richardis
4. -ca. 1055 Riclindis (Riclinde)
5. Irmgardis I
6. Giltrud
7. -1129 Irmgardis II, zij liet de kerk en het stiftsgebouw nadat deze door aardverschuivingen verwoest waren opnieuw opbouwen
8. 1129- Adelheid I
9. Guda
10. voor 1241-1270 Adelheydis, zij kwam in 1241 met de stad Deventer overeen dat deze de  Katentol op de IJssel in erfpacht overnam.
11. 1270-1306 Godelindis (Gadelindis), zij droeg het oudste grondbezit van het stift, het Naardingenland, in 1280 in eeuwige erfelijke pacht over aan graaf Floris V van Holland.[1][2][noot 1] In 1288 droeg zij de Vrosche Hove te Brummen in erfpacht over aan de edelman Henricus, heer van Borculo. Jaarlijkse pachtafdracht op Sint-Walburgis in haar huis de Wedersche.[3]
12. 1308-1333: Mabilia van Batenburg, zij was een dochter van Gerhard van Batenburg van het gelijknamige stamslot in het Land van Maas en Waal
13. 1334-1365: Irmgard van den Bergh of Ermgard de Monte, zij was een dochter van Adam II van den Bergh van het stamslot Bergh uit het huis De Monte (†1312) en Heilwich van Randerode (†1305). Van Ermgard is een kostbaar crux pectoralis bewaard gebleven dat in de schatkamer van de St. Martinikerk in Emmerik bewaard wordt. Het kruis beeldt in het midden Sint-Vitus met leeuw uit. De rechterzijde bevat het wapen van haar vader, de linkerzijde het wapen van haar moeder. Haar pectorale diende als gesp voor haar koormantel.
14. 1365-1402: Elsa van Holsaten (Elisabeth de Holtzacia), zij was de dochter van Gerard II (III) van Holstein, hertog van Jutland en Sophie van Werle, geboren rond 1340. Op 29 juni 1361 werd ze door haar broer Hendrik uitgehuwelijkt aan Haakon VI van Noorwegen. Op weg naar haar aanstaande werd ze in december 1362 gevangengenomen door de aartsbisschop van Lund en uitgeleverd aan koning  Waldemar IV van Denemarken. Waldamar kwam een huwelijk overeen tussen zijn dochter Margaretha en Haakon. Elisabeth trok zich terug in het stift Elten waar ze 25 juli 1365 abdis werd. Ze zou dit tot haar dood op 20 (of 21) oktober 1402 blijven.[4] Het stift beleefde onder haar ambtsuitvoering zijn hoogtepunt met twaalf prebenden. Zij liet bij testament veel goederen na aan het stift, onder andere in de Liemers, Emmerik, Dichteren, Wehl, Stokkum, Loerbeek en Veldhusen.
15. 1402-1443: Lucia van Kerpen
16. 1443-1475: Agnes van Bronkhorst
17. 1475-1513: Elisabeth II van Dhaun-Kyrburg
18. 1513-1544: Veronica van Rijckenstein
19. 1544-1572: Magdalena van Wied-Isenburg
20. 1572-1603: Margaretha van Manderscheid-Blankenheim
21. 1603-1645: Agnes II van Limburg-Bronkhorst-Styrum, dochter van Herman Georg en Maria van Hoya; was proost van het stift Vreden (1596), abdis van stiften Borghorst, Elten (1603) en Freckenhorst (1614). Zij onderhield contacten met zowel protestanten als katholieken. Kort na haar benoeming in Elten nam zij een aanvang met de herbouw van de gebouwen die door oorlogsgeweld geheel waren verwoest; in 1634 werden de eerste gebouwen in gebruik genomen. Agnes II is begraven in Vreden.[5]
22. 1645-1674: Maria Sophie van Salm-Reifferscheid
23. 1674-1708: Maria Franziska I Gravin van Manderscheid-Blankenheim en Gerolstein
24. 1708-1717: Anna Juliana Helena Gravin van Manderscheid-Blankenheim
25. 1717-1727: Maria Eugenie Gravin van Manderscheid-Blankenheim
26. 1727-1740: Maria Eleonora Maria Gravin van Manderscheid-Blankenheim
27. 1740-1784: Maria Catharina Franziska Gravin van Manderscheid-Blanckenheim en Gerolstein
28. 1784-1789: Maria Walburga Gravin van Truchsess Zeil Wurzach
29. 1790-1796: Maria Josefa Altgräfin von Salm-Reifferscheid
30. 1796-1805: Maximiliane Franziska de Paula Altgräfin von Salm-Reifferscheid
31. 1805-1806: Louise Wilhelmina Friderica Fürstin Radziwill (1797-?), dochter van Antoni Radziwiłł en Luise von Hohenzollern Preussen
32. 1806-1808: Laetitia Joseph Murat (1802-1859), dochter van Joachim Murat en Carolina Bonaparte